# Papule

Papule et plaque

Une papule est un élément cutané (« bouton »), plein (pas d'écoulement liquidien ou purulent au percement), de couleur rose ou rouge légèrement saillant, s'effaçant à la traction de la peau.
- papules épidermiques
  - verrues planes
  - nævus
  - épidermodysplasie verruciforme de Lewandowski-Lutz
- papules dermiques
  - œdémateuses
    - urticaire papuleuse
    - prurigo strophulus
    - érythème polymorphe
    - acrodermite papuleuse infantile (maladie de Gianotto-Crosti)

  - par infiltrat cellulaire
    - syphilis secondaire
    - lichen plan
    - urticaire pigmentaire
    - granulome annulaire
    - papulose atrophiante maligne ou maladie de Degos[1]
    - tuberculides papuleuses
    - sarcoïdose lichénoïde
    - toxidermie lichénoïde
    - léprides papuleuses
    - syndrome de Sweet[2]

  - dysmétaboliques
    - xanthomes
    - amyloïdoses
    - mucinoses
- papules folliculaires
  - épidermiques
    - kératose pilaire
    - pityriasis rubra pilaire
    - maladie de Darier

  - dermiques
    - eczématides folliculaires
    - syphilides folliculaires
    - mucinose folliculaire
    - papulose lymphomatoïde[3]

  - miliaires
    - hidradénomes
    - granulosis rubra nasi